# マーティン・エクストローム
マーティン・ユーヘン・エクストローム（スウェーデン語: Martin Eugen Ekström）とは、スウェーデンの軍人で、ファシズムとナチズムの統括組織である民族社会主義連合の指導者。

## 経歴
エクストロームはコッパルベリ県のアヴェスタ自治体でアンダース・グスタフ・エクストローム（スウェーデン語: Anders Gustav Ekström）とヨハンナ・マチルダ（スウェーデン語: Johanna Mathilda）の息子として生まれる。1916年に砲術学校を卒業し、トルコにおいてドイツ軍の士官課程を修了する。
1911年から1915年にイラン憲兵隊の軍事顧問とフィンランド白衛軍のヴァーサ管区の参謀長を兼任し、フィンランド内戦やエストニア独立戦争、リトアニア独立戦争に参加した。
1934年から民族社会主義連合)の指導者と「リックスポステン（スウェーデン語: Riksposten）」の編集者を務めた。その間にヴァーサ管区でヴィボルグ虐殺と呼ばれる事件を引き起こした。
その後、中佐に昇進したエクストロームは、スウェーデン人義勇兵部隊第3部隊の隊長として冬戦争に参加した。
1954年にヘルシンキで死去。享年67歳。

## 私生活
1920年にグラディス・クルテン（スウェーデン語: Gladys Kurtén）と結婚、カール・ヘンリック・クルテン（スウェーデン語: Karl Henrik Kurtén）とフローレンス・エマ・エリオット（スウェーデン語: Florence Emma Elliott）という2人の娘に恵まれた。